# Tonga en los Juegos Olímpicos de Los Ángeles 1984
Tonga estuvo representada en los Juegos Olímpicos de Los Ángeles 1984 por siete deportistas masculinos que compitieron en boxeo.
El portador de la bandera en la ceremonia de apertura fue el boxeador Fine Sani Vea. El equipo olímpico tongano no obtuvo ninguna medalla en estos Juegos.